# Iyar
Iyar (hebrejsko: אִייָר or אִיָּר, standardno Iyyar tiberijsko ʾIyyār; akadsko  ayyaru, kar pomeni »rozeta, cvet«) je osmi mesec v civilnem letu in drugi mesec hebrejskega koledarja. Ime ima babilonske korenine. V Bibliji je imenovan Ziv. Je pomladni mesec in ima 29 dni. Iyar se navadno nahaja v aprilu–maju po gregorijanskem koledarju.